# Енріке III
Енрі́ке III  (ісп. Enrique III, 4 жовтня 1379 —25 грудня 1406) — король Кастилії (1390—1406). Представник Трастамарського дому. Син кастильського короля Хуана I й арагонської інфанти Леонори. Прізвисько — Хворобливий (ісп. el Doliente).

## Біографія
Син Хуана I, короля Кастилії і Леону, й Леонори Арагонської. Енріке був слабкий здоров'ям, але відрізнявся розумом, твердою волею, благородством і справедливістю. Виховувався під орудою Інес Лассо де ла Вега, освіту здобув завдяки Дієго де Анайя Мальдонадо, єпископа Туй-Віго. Його наставником був Хуан Уртадо де Мендоса ель Лімпіо, його духівником — домініканський чернець Алонсо де Кусанса.
У 1388 році у рамках виконання Байоннської угоди оженився на доньці Джона Гонта. Весілля відбулося у Паленсії. Тоді ж отримав титул принца Астурійського. З цього моменту усі спадкоємці трону Кастилії (згодом Іспанії) стали носити цей титул.
Він став королем у 1390 році в 11 років. Перші роки його правління за регентства Федеріко, герцога Бенавенте, та Педро, графа Трастамара, пройшли у заворушеннях та жорстоких переслідуваннях євреїв. Кастильські гранди, яким дід і батько Енріке III дарували коронні землі, досягли величезної могутності, а авторитет короля впав украй низько. З 1391 року посилився тиск на євреїв.
У неповні 14 років (1393 року) Енріке скликав раду, на якій проголосив себе повнолітнім і взяв керування країною у свої руки. Розуміючи, що народ страждає від анархії, він почав енергійно наводити порядок. Заручившись підтримкою кортесів, він установив податок з продажу товарів — алькабалу, збільшив кількість міських магістратів, конфіскував усі коронні землі, роздані регентами за час його неповноліття, і придушив у зародку заколот незадоволеної шляхти, що саме починався. У 1394 році підтримав антипапу Бенедикта XIII. У 1395 році остаточно придушив заколот знаті у Хіхоні, змінивши тітку Леонору, що підтримувала знать, та змусив її повернутися до Наварри. Водночас зменшив гоніння на євреїв, скасувавши відповідні закони. Після цього могутність Кастилії почала швидко відновлюватися.
За наказом короля було закладено палаци Прадо у Мадриді і Мірафлорес у Бургосі. У 1397 Енріке III відбив у португальців Бадахос, а в 1400 році сплюндрував Тетуан, що був притулком марокканських піратів. У 1402 році він завоював Канарські острови, відправивши туди французького найманця Жана де Бетанкура. Того ж року було укладено мирну угоду з Жуаном I, королем Португалії.
З 1401 року відчував помітне погіршення здоров'я, тому надав частину повноважень своєму братові Фердинанду.
У 1403 році спрямував посольство на чолі із Пайо Гомесом де Сотомайором, Гонсалесом де Клавіхо і Ернаном Санчесом де Паласуелосом до аміра Тимура щодо укладання союзу між обома державами проти Османської держави.
У 1406 почалася підготовка до масштабної війни з Гранадським еміратом. Спочатку вдалося завдати поразки військам останнього у битві при Кольєхаресі, захопивши місто Убейда. Але того ж року Енріке III несподівано помер у місті Толедо. Похований у Новій королівській каплиці Толедського кафедрального собору. Перед смертю призначив свого брата інфанта Фернандо регентом при малолітньому синові Хуані.

## Сім'я
- Батько: Хуан I (1358—1390), король Кастилії (1379—1390)
- Матір: Леонора (1358—1382), донька арагонського короля Педро IV
- Дружина: Катерина (1393—1418), донька ланкастерського герцога Джона Гентського
- Діти:
  - Хуан (1405-1454), король у 1406—1454 роках
  - Марія (1401—1458), дружина Альфонсо V, короля Арагону
  - Катерина (1403—1439), дружина інфанта Енріке, герцога Вільєна